# Puccinia liliacearum
Puccinia liliacearum är en svampart som beskrevs av Duby 1830. Puccinia liliacearum ingår i släktet Puccinia och familjen Pucciniaceae.   Inga underarter finns listade i Catalogue of Life.